# Miles Boykin
Miles Boykin (Tinley Park, Illinois, 12 de octubre de 1996) es un jugador profesional estadounidense de fútbol americano que se desempeña en la posición de wide receiver en Pittsburgh Steelers, equipo de la National Football League (NFL).

## Carrera
Fue seleccionado en la tercera ronda en la Reunión Anual de Selección de Jugadores de la NFL de 2019. Hizo su debut profesional con el equipo Baltimore Ravens, en el cual jugó tres temporadas (2019-2022), luego pasó a Pittsburgh Steelers, donde lleva jugando dos temporadas.